# アメンホテプ2世
アメンホテプ2世（Amenhotep II, 在位：紀元前1453年 - 1419年、あるいは紀元前1427年 - 1400年）は、古代エジプト第18王朝の第7代ファラオ（王）。即位名はアアケペルウラー。意味は「偉大なるかなラー神の出現」。

## 概要
父トトメス3世同様に遠征を行い、内政でも見事な手腕を発揮して父が回復したエジプトの国威と広大な帝国を維持することに成功した。
陵墓は後に王家の谷と呼ばれる土地に築かれ、後代には王たちのミイラを墓荒らしから守るために安置する場所として使われた。また彼のミイラはカイロのエジプト考古学博物館に所蔵されており、身長183センチと、現存するファラオのミイラの中では最も長身とされている。

## 生涯

### 出生
トトメス3世と王妃メリトラー・ハトシェプストの間に生まれ、メンフィスで育った。成長後はメンフィスの造船所で資材の輸送の監督にあたった他、下エジプトの神官を統轄する大司祭の職なども務めた。トトメス3世の後継者には元々、正室のサトイアフが産んだ異母兄のアメンエムハトが定められていたが、いずれも父王の35年目頃に先立って死去している。
戴冠する直前に当たる軍司令官時代には、自らの身体能力の強靭さを喧伝する碑文を多数残しており、厚さ1パーム(約8cm)の銅の塊を矢で射抜いた、水兵200人がかりで漕ぐ船を一人でより速く遠方まで漕いだ、等と記録している。その全てを鵜呑みにする事はできないものの、並外れて強壮な人物であった事は確かだと見られる。

## アメンホテプ2世のミイラ
彼のミイラは、彼の埋葬場所である王家の谷のKV35号墓から発見されている。前述の通り、彼の身長は183cmほどもあり、発見されているファラオの中で最も大きい。第21王朝の時代には新王国時代の他の王たちのミイラが多数この墓に移され、共に再葬されたが、アメンホテプ2世のミイラは最初に埋葬された時と同じ状態で石棺の中に安置された。
解剖の結果、40歳から50歳の間に死亡したと推定された。
性器には割礼がなされている。また、ミイラの肌には至る所に丘疹が見られる。これは、近親婚を繰り返したエジプト王家によく見られるもので、彼の母親であるハトシェプスト女王や息子であるトトメス3世にも散見される先天的特徴である。